# 亀山村 (広島県)
亀山村（かめやまむら）は、広島県安佐郡にあった村。現在の広島市安佐北区の一部にあたる。

## 地理
太田川、大毛寺川の流域に位置していた。

## 歴史
- 1889年（明治22年）4月1日、町村制の施行により、高宮郡勝木村、大毛寺村、四日市村、今井田村、綾ヶ谷村が合併して村制施行し、亀山村が発足[1][2]。旧村名を継承した勝木、大毛寺、四日市、今井田、綾ヶ谷の5大字を編成[2]。
- 1898年（明治31年）10月1日、郡の統合により安佐郡に所属[1][2]。
- 1955年（昭和30年）3月31日、安佐郡可部町、三入村、 大林村と合併し、可部町が存続して廃止された[1][2]。

### 地名の由来
綾ヶ谷にある福王子の山号・金亀山による。

## 産業
- 農業、莚、麻糸製造[2]

## 名所・旧跡
- 福王寺[2]